# Klara Lindskoug
Klara Lindskoug, ursprungligen Kevin, född 10 augusti 1992 i Trelleborg, är en svensk ishockeyspelare, som innehar rollen som målvakt. Hennes moderklubb inom ishockeyn är Malmö Redhawks, där hon var verksam mellan åren 2007 och 2008. Hon har därefter varit verksam i flera andra ishockeyklubbar, senaste gången i skotska Glasgow Clan, där hon anslöt under 2023.
I september 2024 gick Lindskoug ut med att hon identifierar sig som transkvinna och hon bytte så småningom tilltalsnamn från Kevin till Klara. Hon är Sveriges första öppna transkvinna inom ishockey. Hon berättade i samband med att hon hade blivit avstängd från ishockeyspelande i fyra år till följd av en dopningsskandal där man funnit kokain i blodet på henne inför en match.